# Aktiekapital
Aktiekapital betegner den kapital, som ejerne af et aktieselskab, også kaldet aktionærer, har indskudt i selskabet. I modsætning til f.eks. personligt ejede virksomheder kan aktionærerne ikke tabe mere end aktiernes værdi i tilfælde af en konkurs; de kan ikke stilles yderligere til ansvar.
Selskabsloven fastslår, at alle aktieselskaber skal have en aktiekapital på mindst 400.000 kr., og at denne skal være indbetalt enten kontant eller i form af værdier som eksempelvis fast ejendom eller maskiner. Selskabet anvender aktiekapitalen til driften af virksomheden, f.eks. indkøb af produktionsudstyr. Størrelsen af aktiekapitalen fremgår af selskabets vedtægter. I selskabets regnskab anføres aktiekapitalen som et passiv med den totale pålydende værdi af aktierne på tegningstidspunktet.